# Ponte dei Salti
Il ponte Romano, chiamato impropriamente anche ponte dei salti, è un ponte pedonale sul fiume Verzasca, comune di Verzasca, nei pressi della frazione di Lavertezzo, in Svizzera.

## Storia
Il ponte risale al XVII secolo ed è costruito sul luogo di un antico ponte medievale. 
È stato parzialmente distrutto nel 1868 e ricostruito nel 1960.

## Descrizione
Il ponte, che supera il fiume Verzasca, è inserito in una bella trama grazie alla limpidezza delle acque del fiume.

## Galleria d'immagini

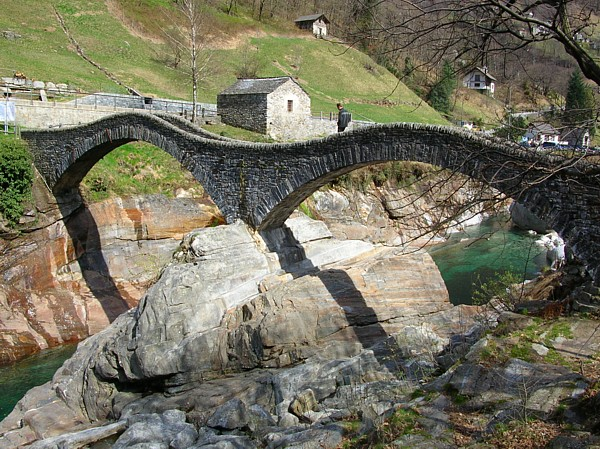
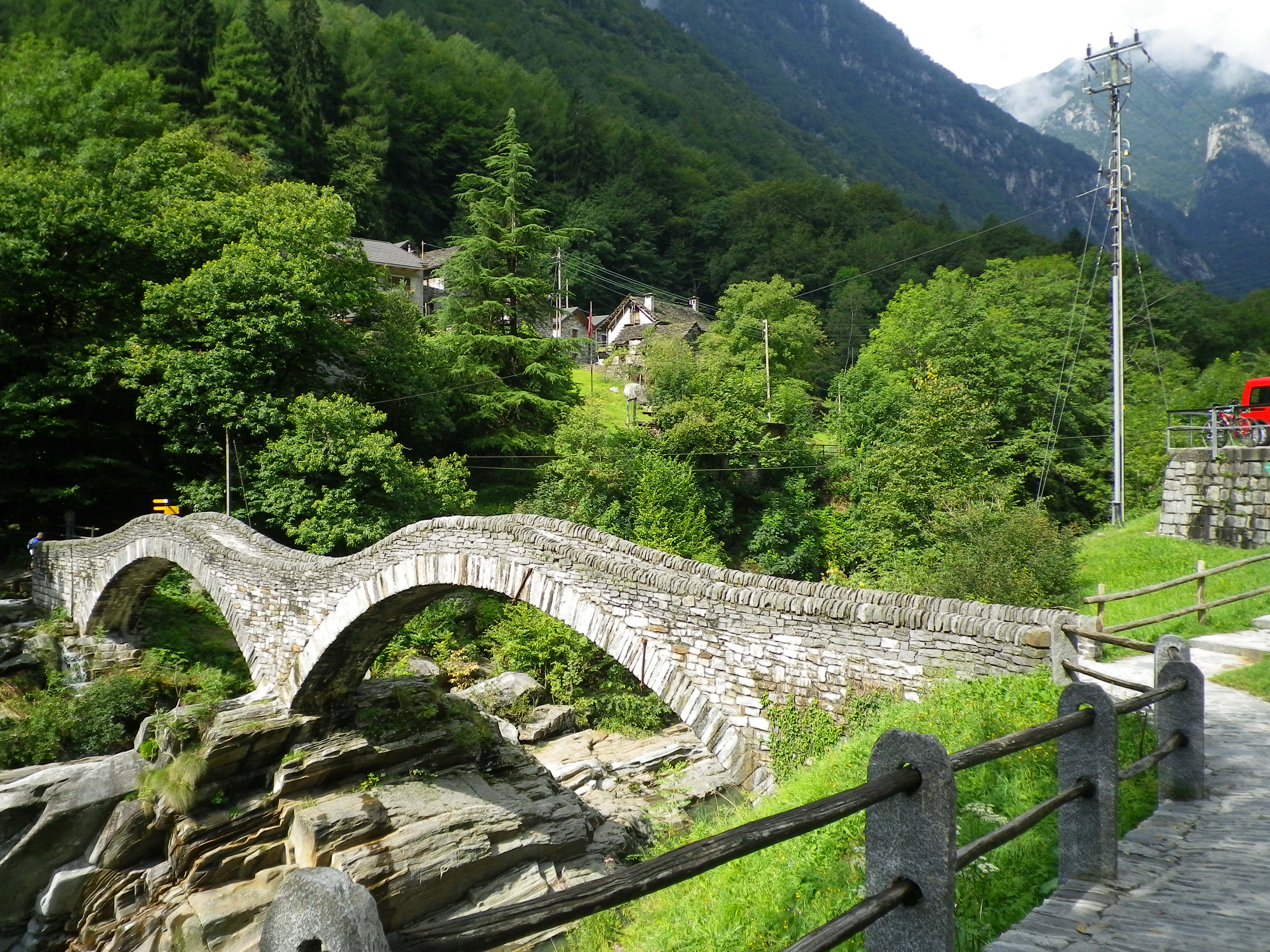
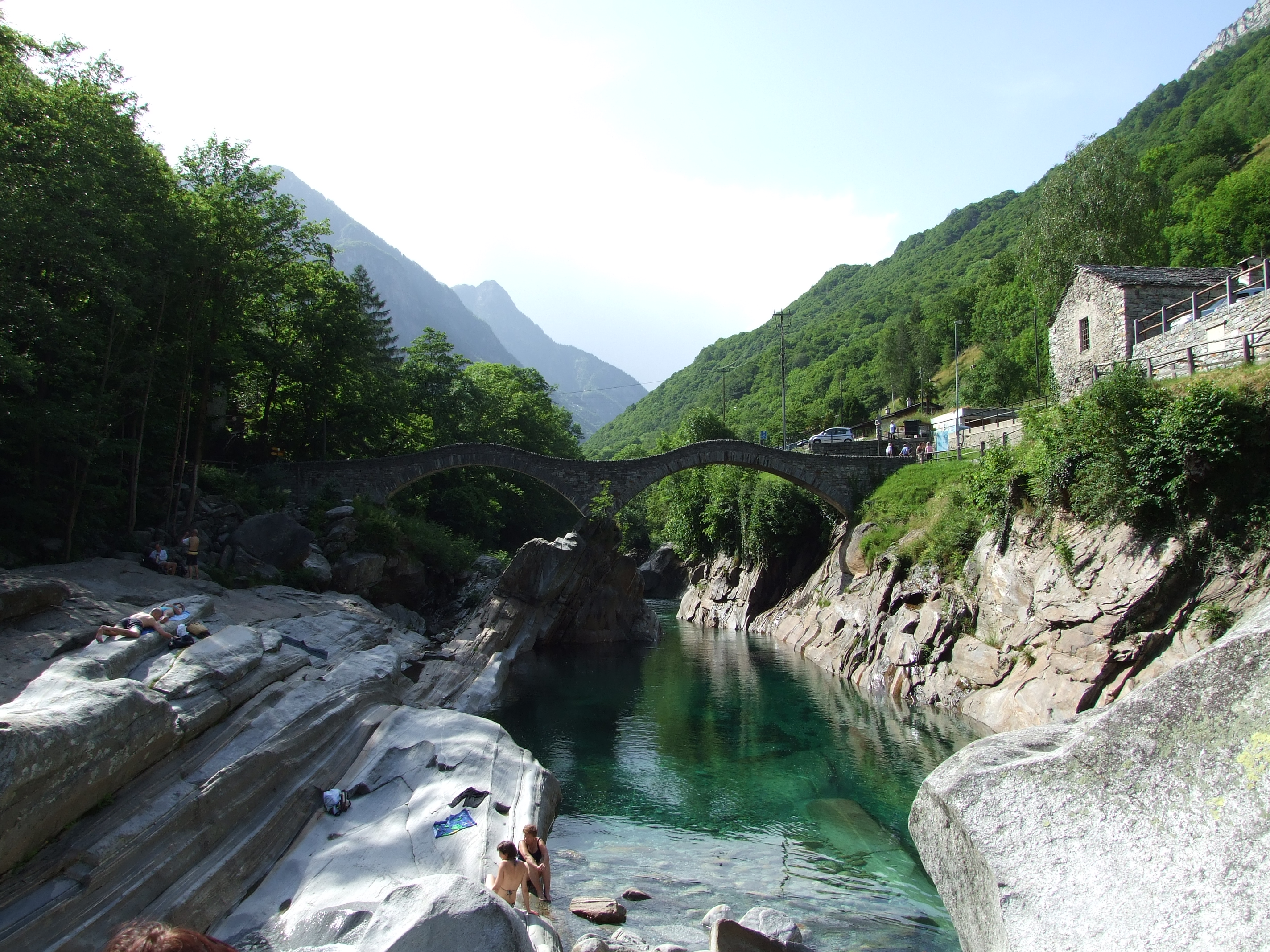
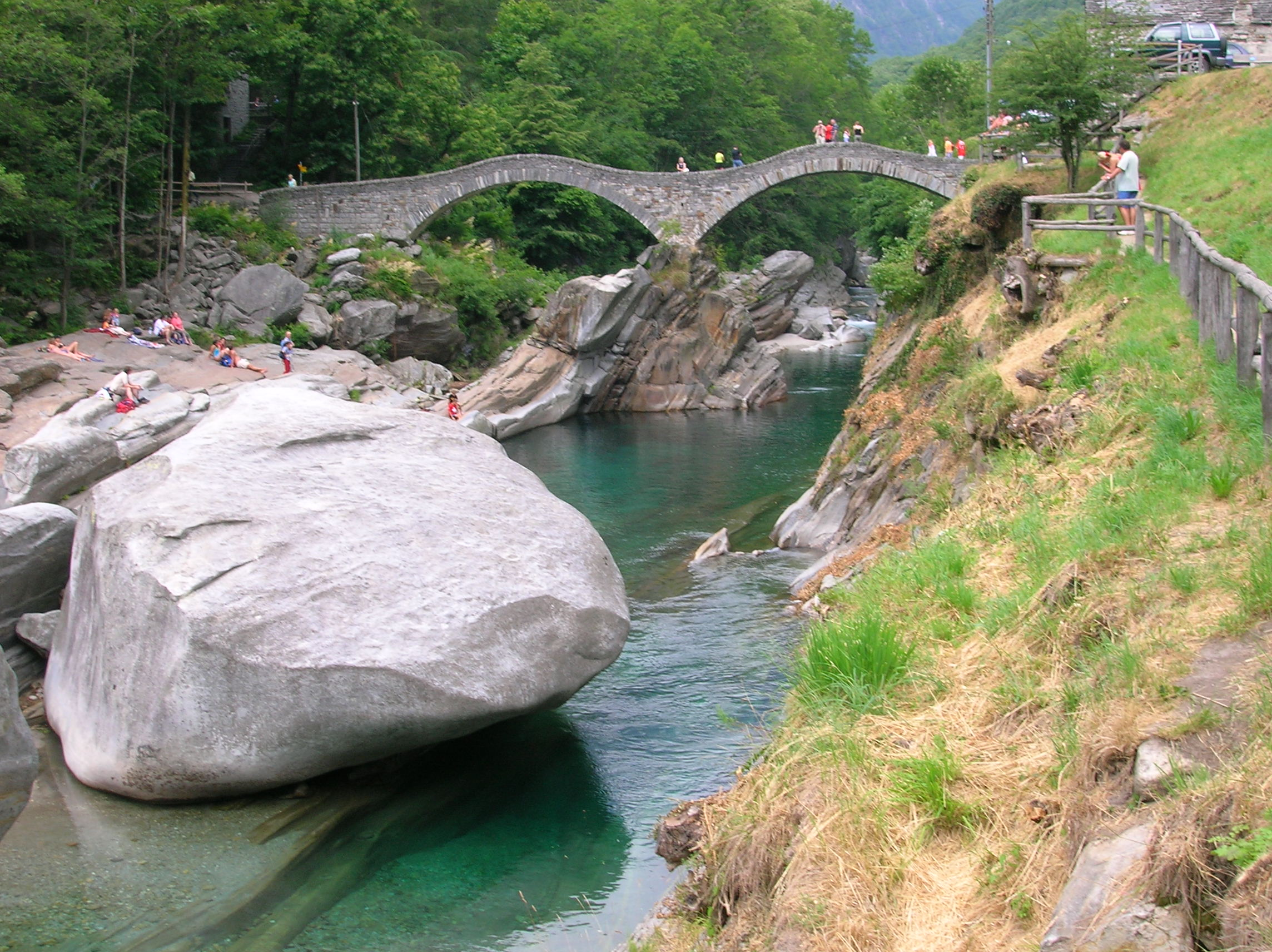